# لچا
لچا (به صربی: Leča) یک منطقهٔ مسکونی در صربستان است که در نووی پازار واقع شده‌است.